# Variació (música)
 Tema i variacions de l'Impromptu número 3, en si bemoll major (D 935) de Franz Schubert; el tema és del ballet Rosamunde, del mateix compositor (?·pàg.)
En música, la variació és una tècnica formal on el material es modifica durant la repetició, o sigui que de manera esquemàtica podríem dir que aquesta tècnica es basa en la reiteració amb canvis. Habitualment es parla de variacions, en plural, atès que el més freqüent és enllaçar diverses variacions-és a dir: transformacions, modificacions- de l'original del qual es parteix. Els canvis que s'hi apliquen poden implicar harmonia, melodia, contrapunt, tempo, ritme, mètrica i timbre (és a dir: instrumentació o orquestració), tot i que el més habitual és que l'harmonia sigui l'element que menys es transforma i que, per tant, dona unitat a tot el conjunt de variacions.

## La variació com a forma musical
Podem trobar formes de variació amb diferents noms i amb diferent tractament de la tècnica de la variació: basso ostinato, passacaglia, chaconne, i tema i variacions, també anomenat tema amb variacions.
El tema i variacions és una forma musical en què la idea musical fonamental, que també s'anomena tema, és repetit amb modificacions o acompanyat de manera diferent. S'ha utilitzat al llarg dels segles com una peça independent o com un moviment dins d'una peça més gran.
Els Passacaglia i les Xacones són formes en les quals una línia de baix que es repeteix com a ostinato, se sent a través de tota la peça. Són procediments compositius que van ser especialment utilitzats durant el Barroc. La variació de fantasia és una forma estretament lligada a la variació però que, a diferència d'aquesta, repeteix i incorpora nou material lliurement. És, sobretot, pròpia del Romanticisme.
La procedència o origen del tema que un compositor o autor utilitza per fer les seves variacions pot ser molt divers. Al llarg de la història de la música europea es donen molts exemples dels casos següents:
- Un tema tradicional, sigui d'una cançó, una dansa, etc.

- Una melodia popular o de moda.

- Un tema que ha compost prèviament un altre compositor.

- Un tema que compon aquest autor expressament per fer-ne unes variacions..

- Un tema que aquest mateix autor ja havia compost anteriorment per a una altra obra.

Qualsevol utilització d'un tema que no sigui propi per part d'un compositor pot respondre i ser interpretat com un acte d'homenatge a l'origen d'aquest tema, ja sigui un record per una època o per un país o cultura, o bé un tribut a un compositor del passat, o la voluntat de vincular-se, d'aquesta manera, a aquesta època, país o personatge. En altres casos també es pot deure a una voluntat de fer més accessible a un públic que es vincula a un determinat estil, una melodia que originalment pertany a un altre; en aquest terreny podríem incloure les versions conegudes com a Remix, si bé en aquest cas s'acostuma a considerar més com una versió. En definitiva, la versió és un tipus de variació.

## Història de les variacions
En el camp de la música clàssica europea, aquesta forma musical emergeix al segle xvi (Sisman 2001). Hi va haver diverses formes de tema amb variacions que van gaudir d'especial difusió al Renaixement, depenent dels països. A Anglaterra foren les divisions, mentre que a la península Ibèrica foren les glosas: en tots dos casos, a un baix se li sobreposen melodies cada vegada en valors més i més curts. En la història d'aquesta forma musical sempre ha estat present el principi de comença per una melodia força simple i anar-la transformant cada vegada en melodies més elaborades, atès que constitueix una manera de donar un perfil coherent a tot el conjunt de variacions, i no fer-ne sols una successió deixada a l'atzar. De totes maneres, a mesura que la forma es va anar elaborant, també es van fer freqüents les sèries en què en llocs més o menys habituals es col·locaven algunes variacions més tranquil·les que trencaven la certa monotonia de la complexitat sempre creixent. D'altra banda, hi va haver alguns temes que es van fer especialment cèlebres com a punts de patida per a fer-ne variacions; possiblement l'exemple més conegut és La Folia, una melodia amb el seu corresponent baix, possiblement originari de la península Ibèrica, que motivà nombroses sèries de variacions, sobretot a Espanya, França i Itàlia durant el Renaixement i el Barroc, per part d'autors com Corelli, Vivaldi, Marin Marais, etc.
Especialment cèlebres, en l'època del Barroc són les Variacions Goldberg de Johann Sebastian Bachi les The Harmonious Blacksmith, de George Frideric Handel. ambdues per a clavicèmbal.
A l'època del classicisme, Mozart va escriure un gran nombre de variacions, tant per a piano com per a grups de cambra, i tant en forma de peces aïllades, com formant part de composicions més extenses. En són exemples el primer moviment de la sonata per a piano en la major K. 331, o el darrer moviment del seu quintet per a clarinet i corda.
 Tema del primer moviment de la Sonata K. 331 de Mozart (?·pàg.)
 Primera variació del primer moviment d'aquesta sonata (?·pàg.)
 Segona variació del primer moviment d'aquesta sonata (?·pàg.)
 Tercera variació del primer moviment d'aquesta sonata (?·pàg.)
Especialment conegudes són les seves  variacions K. 265 (?·pàg.) sobre la cançó popular francesa, Ah, vous dirai je maman! (la melodia que en català es canta amb el text Cada dia al dematí i Quan les oques van al camp); la penúltima variació, lenta i en menor és un parèntesi abans del finale que constitueix l'última variació que canvia la mètrica de binària a ternària, en un tempo molt ràpid, i conclou amb la coda. Haydn també té exemples interessants i famosos de variacions, com les Variacions en fa menor Hob XVII:6 (Sisman 2001), i el moviment lent de la Simfonia de la sorpresa, número 103.
Ludwig van Beethoven va compondre moltes sèries de variacions, algunes com a conjunts independents, com per exemple les Variacions Diabelli Op. 120, i altres com a moviments d'obres més extenses, com el primer moviment de la seva sonata per a piano núm. 12, Op. 26, o les que va incloure en algunes de les seves simfonies: al darrer moviment de la tercera, o al segon moviment de la setena. A la seva darrera etapa també utilitzà aquesta tècnica al quartet de corda número 12, Op. 127, al segon moviment de la sonata per a piano núm. 32, Op. 111, i al segon moviment de la simfonia número 9.
En el Romanticisme, Franz Schubert va escriure cinc sèries de variacions partint de Lieder seus com a temes. Entre els més importants destaquen La mort i la donzella, el lied D. 831 que dona nom al quartet (D. 810) que en el segon moviment inclou les variacions i també La truita, el nom del lied D. 550 que passa a donar nom al quintet D. 667 per a piano, violí, viola, violoncel i contrabaix que inclou unes delicioses variacions sobre aquell tema.
Posteriorment, la variació es va desenvolupar molt. El 1824, Carl Czerny estrenà les seves variacions sobre l'Himne nacional alemany Gott erhalte Franz der Kaiser Op. 73., sobre el qual Haydn, creador d'aquesta melodia, ja havia fet unes variacions que havien constituït el segon moviment del seu quartet de corda conegut per aquest fet com a Quartet de l'emperador. Entre les diverses sèries de variacions que va escriure Chopin, moltes per a piano, destaquen les que es basen en l'ària La cidarem la mano, de l'òpera Don Giovanni, de Mozart, per a piano i orquestra.
Un cas especial és el de Brahms; segurament la seva tendència a seguir els cànons més clàssics el va empènyer a escriure mots sèries de variacions, molts d'ells partint de temes de compositors d'èpoques passades. En són exemples les Variacions i fuga sobre un tema de Haendel per a piano (1863), i les Variacions per a orquestra sobre un tema de Haydn (1873). Sembla que aquesta és la primera sèrie de variacions escrita per a orquestra i que no forma part de cap altra obra més gran. Les Variacions Enigma d'Edward Elgar (1899) són, probablement, la seva obra més coneguda.
Els compositors del segle xx també han dedicat atenció a aquesta forma musical. Entre altres, 
Serguei Rakhmàninov amb la seva Rapsòdia sobre un tema de Paganini, Charles Ives i les seves Variacions sobre Amèrica (1891), Arnold Schönberg destacable tant per les seves Variacions per a orquestra Op. 31, com pel  Tema i Variacions Op. 43, Igor Stravinski en el seu ballet Pulcinella -concretament la Gavotta con due variazioni (1920)-, al segon moviment Tema con variazioni del seu Octet (1922), al tercer moviment de l'Ebony Concerto (1945) i les Variacions per a orquestra (1964). També Anton Webern en les Variacions Op. 27 per a piano, i les Variacions Op. 30 per a orquestra. Alban Berg a Wozzeck (acte I, escena 4a, i inici de l'acte 3r, escena 1, Paul Hindemith (Metamorfosi simfònica sobre temes de Carl Maria von Weber (1943), i Benjamin Britten en les seves Variacions sobre un tema de Frank Bridge i, especialment, a les Variacions i fuga sobre un tema de Purcell que constitueixen la seva coneguda Guia d'orquestra per a joves.

## Variacions improvisades
Músics experts que coneguin prou bé un tema sovint poden improvisar variacions a partir d'aquest. Això era una pràctica habitual al Barroc i al Classicisme, en unes èpoques en què la improvisació era part essencial de la pràctica i de l'aprenentatge musicals. En alguns moments, especialment al Barroc, la interpretació del retorn al material temàtic inicial de les àries da capo incloïa tal profusió d'ornamentació, sovint improvisada, que quasi era una variació. Al Classicismesón destacables les variacions que podien improvisar els pianistes. La improvisació d'elaborades variacions sobre temes populars també és un dels elements importants en el jazz.